# Joyce King
Joyce Alice King, później Merrett (ur. 1 września 1920 w Sydney, zm. 10 czerwca 2001 w Willoughby) – australijska lekkoatletka specjalizująca się w krótkich biegach sprinterskich, uczestniczka letnich igrzysk olimpijskich w Londynie (1948), srebrna medalistka olimpijska w biegu sztafetowym 4 × 100 metrów.

## Sukcesy sportowe
- dwukrotna mistrzyni Australii w biegach na 100 i 220 jardów – 1948[1]
- trzykrotna rekordzistka kraju w sztafecie 4 × 100 metrów[2]

| Rok  | Miasto | Zawody               | Konkurencja        | Wynik         |
| ---- | ------ | -------------------- | ------------------ | ------------- |
| 1948 | Londyn | Igrzyska olimpijskie | sztafeta 4 × 100 m | srebrny medal |

## Rekordy życiowe
- bieg na 100 jardów – 11,0 (1948)
- bieg na 200 metrów – 24,8y (1948)